# Forțeni
Forțeni (węg. Farcád) – wieś w Rumunii, w okręgu Harghita, w gminie Feliceni. W 2011 roku liczyła 386 mieszkańców.